# Disneys Ni Gamle Mænd
Disneys Ni Gamle Mænd var kernen af Disney-studiets animatorer (dem, der senere blev kaldt instruktører), som skabte nogle af Disney mest berømte værker, lige fra Snehvide og de syv små dværge til Bernard og Bianca. Walt Disney kaldte i spøg gruppen for "de ni gamle mænd" for at henvise til Franklin D. Roosevelts afvisende beskrivelse af de ni dommere i den amerikanske højesteret, selvom animatorerne var i trediverne og fyrrerne på dette tidspunkt.

## De ni gamle mænd
Mændene var:
- Les Clarke (17. nov. 1907 – 12. sep. 1979) sluttede sig til Disney i 1927. Hans speciale var Mickey Mouse, og havde som den eneste havde arbejdet med musen siden dens oprindelse sammen med Ub Iwerks. Clarke skabte mange fantastiske scener, og hans sidste film var Lady og Vagabonden. Han begyndte at instruere og lavede mange flotte animationer inden hans karriere stoppede.

- Ollie Johnston (31. okt. 1912 – 14. apr. 2008) sluttede sig til Disney i 1935, og det første han arbejdede med var filmen Snehvide. Han var medforfatter på alle animatorers bibel The Illusion of Life sammen med Frank Thomas. Hans arbejde omfatter bl.a. Mr. Smisk (Peter Pan), de onde stedsøstre (Askepot), advokaten (The Adventures of Ichabod and Mr. Toad) og Prins John (Robin Hood). Ifølge bogen Disney Villain, skrevet af Johnston og Frank Thomas, hjalp Thomas Johnston med at skabe figuren Ichabod Crane (The Adventures of Ichabod and Mr. Toad) og Sir Hys (Robin Hood).

- Frank Thomas (5. sep. 1912 – 8. sep. 2004) sluttede sig til Disney i 1934. Han var medforfatter på The Illusion of Life sammen med Ollie Johnston. Hans arbejde omfatter den onde stedmor (Askepot), Hjerter-Dronning (Alice i Eventyrland) og Kaptajn Klo (Peter Pan).

- Wolfgang "Woolie" Reitherman (26. jun. 1909 – 22. maj 1985) sluttede sig til Disney i 1935 som animator og senere som instruktør. Han instruerede alle Disneyfilm efter Walt Disneys død og indtil sin pensionering. Hans arbejde omfatter bl.a. krokodillen (Peter Pan), dragen (Tornerose) og rotten (Lady og Vagabonden).

- John Lounsbery (9. mar. 1911 – 13. feb. 1976) sluttede sig til Disney i 1935, hvor han arbejdede under Norm "Fergy" Ferguson, og hurtigt blev stjerneanimator. Lounsbery, der blandt sine kolleger kærligt blev kaldt "Louns", var en utrolig stærk ordfører, der inspirerede mange animatorer i tidens løb. Hans animationer var kendte for at være pussenuttede og meget følsomme. Hans arbejde omfatter bl.a. Ben Ali Gator (Fantasia), faderen (Peter Pan), Tony, Joe og nogle flere hunde (Lady og Vagabonden), kongen (Tornerose), elefanterne (Junglebogen) og mange, mange flere. I 1970'erne blev Louns forfremmet til instruktør og instruerede Peter Plys og hans sidste film Bernard og Bianca.

- Eric Larson (3. sep. 1905 – 25. okt. 1988) sluttede sig til Disney i 1933. Larson var en af de førende animatorer på Disney, og har lavet mange bemærkelsesværdige karakter såsom Peg i (Lady og Vagabonden), gribbene (Junglebogen) og Peter Pans flyvetur over London til Ønskeøen. Larsons evner og talent til at optræne nye talenter, gjorde at Larson i 1970'erne fik til opgave at opdage og uddanne nye animatorer til Disney. Mange af toptalenterne på Disney blev undervist af Larson i 1970'erne og 80'erne.

- Ward Kimball (4. mar. 1914 – 8. jul. 2002) sluttede sig til Disney i 1934. Hans arbejde omfatter bl.a. Lucifer, Tim og Bom (Askepot) og den Gale Hattemager og Filurkatten (Alice i Eventyrland). Hans arbejde var ofte "vildere" end de andre animatorers og var meget unikke.

- Milt Kahl (22. mar. 1909 – 19. apr. 1987) sluttede sig til Disney i 1934, og var med til at skabe Snehvide. Hans arbejde omfatter skurke som Shere Khan (Junglebogen), butleren Edgar (Aristocats), sheriffen i Nottingham (Robin Hood) og madame Medusa (Bernard og Bianca).

- Marc Davis (30. mar. 1913 – 12. jan. 2000) sluttede sig til i 1935, og arbejdede med på Snehvide og senere kom han med på arbejdet med at animere/udvikle Bambi og Stampe (Bambi), heksen og ravnen (Tornerose) og Cruella Devil (101 Dalmatinere). Davis var også ansvarlig for karakterdesignet for både Pirates of the Caribbean- og 'Haunted Mansion'-attraktioner i Disneyland.

## Historie
De ni mænd blev alle ansat af Disney i 1920'erne og 1930'erne, og arbejdede først på Disneys kortere produktioner og senere på teaterprojekter. Alle ni var til stede ved udgivelsen af Snehvide og de syv dværge (1937). Ifølge forskeren Neal Gabler og animatoren Frank Thomas blev der nedsat en bestyrelse for at studere alle mulige problemer, der påvirker virksomheden i forhold til dets arbejde mellem 1945 og 1947. En dag i begyndelsen af 1950'erne udnævnte Disney de ni medlemmer af bestyrelsen til "Nine Old Men". Disney uddelegerede flere og flere opgaver til de ni mænd inden for animation, efterhånden som virksomhedens arbejde blev diversificeret. Ud over at blive hædret som Disney Legends i 1989, blev alle de ni gamle mænd i løbet af 1970'erne og 1980'erne hver for sig hædret med Winsor McCay Award (livstidspræstationsprisen for animatorer).
På det tidspunkt Robin Hood blev udgivet (1973), var der kun fire af de ni gamle mænd tilbage på Disney. Det var Milt Kahl, John Lounsbery, Frank Thomas og Ollie Johnston, plus at Eric Larson stadig arbejdede som talentspejder og underviser for nye talenter og Wolfgang Reitherman ledte og producerede film. Lounsbery døde i 1976, Kahl pensioneredes samme år og døde i 1987. Thomas og Johnston blev pensioneret i 1978, og begge var senere 'gæstetegnere' i den Brad Bird-instruerede film The Iron Giant (Warner Bros, 1999) og De Utrolige (Pixar, 2004). Thomas døde kort efter i 2004, og Johnston (som var den længstlevende "gamle mand") døde i 2008, og dermed slutter historien om de ni gamle mænd.